# Polystroma fuscigrisea
Polystroma fuscigrisea là một loài bướm đêm trong họ Geometridae.